# Wilhelm Bidembach
Wilhelm Bidembach (* 2. November 1538 in Brackenheim; † 6. April 1572 in Bebenhausen; auch Wilhelm Bidenbach) war ein deutscher lutherischer Theologe und Geistlicher.

## Leben
Wilhelm Bidembach wurde in Brackenheim im Jahr 1538 als Sohn des Amtskellers Johann Bidembach und der Elisabeth von Petershain geboren. Er hatte zwei Geschwister, die ebenfalls Bekanntheit erlangten, Eberhard Bidembach und Balthasar Bidembach. Auf dem Pädagogium Stuttgart vorgebildet, bezog er am 30. April 1552 die Universität Tübingen. In diesem Jahr wurde er auch Stipendiat. Im September des nächsten Jahres wurde er Baccalaureus, am 12. Februar 1556 Magister artium.
Am 6. August 1558 begann Bidembach, an der Universität Tübingen Vorlesungen zu halten. Im gleichen Jahr übertrug man ihm auch die Musikprofessur. An der St.-Leonhard-Kirche in Stuttgart war er seit dem Jahr 1559 als Pfarrer tätig. Zusammen mit seinem Kollegen Matthäus Alber predigte er 1562 nach einem großen Hagelsturm gegen den Esslinger Pfarrer Thomas Naogeorg, der Hexen dafür verantwortlich machte und ihre strenge Bestrafung forderte. Den theologischen Doktor-Grad verlieh man ihm 1563. Später wurde er erster Pfarrer der Stiftskirche in Stuttgart und danach sowohl herzoglicher Rat als auch Kirchenrat. 1569 folgte er einem Ruf als Prediger nach Straßburg.
Unter anderem Johann Marbach, der mit Bidembach befreundet war, bot ihn als Nachfolger des verstorbenen Melchior Speccer an der Akademie Straßburg an. Marbach ging es neben wissenschaftlichen Qualitäten auch um persönliche Tugenden, außerdem waren generell in Straßburg und auch bei ihm selbst württembergische Theologen sehr beliebt. Am 24. Dezember 1569 ging das Angebot bei Bidembach ein. Damit dieses Vorhaben hätte gelingen können, musste Herzog Ludwig Bidembach aus seiner bisherigen Stellung entlassen haben. Die Verhandlungen mit Herzog Ludwig zogen sich über Monate hin; selbst die Mutter des minderjährigen Herzogs, die sich für Bidembach einsetzte, konnte den Herzog nicht umstimmen. Weil er Bidembach nicht entließ, konnte dieser nicht an die Akademie Straßburg gehen, weshalb das Angebot nicht aufging. Man vermutet, dass der Herzog sich nicht vorstellen konnte, dass die württembergische Kirche auch nur ein Jahr ohne ihren Vorsteher Bidembach ohne Schaden überstehen könnte.
Am 6. April 1572, gegen drei Uhr, verstarb Bidembach in Bebenhausen nach einem Sprung von einem Turm. Er hatte an Melancholie gelitten. Aus Bidembachs Ehe mit Katharina Schenk entstammten folgende Kinder: Felix Bidembach, Paulus Bidembach, Johann Moritz Bidembach, Barbara und Elisabeth.
Bidembach war der erste Tübinger Musikprofessor, der später Geistlicher wurde. Dies war zukunftsweisend, nach ihm wurde das Amt des Musikprofessores mit dem des Stiftsrepetenten verbunden, woraufhin grundsätzlich der Kirchendienst folgte. Julian Kümmerle ist der Ansicht, Bidembach habe schon bei der Übernahme seiner Professur in den Kirchendienst eintreten wollen, da er zugleich Theologie studierte und Prediger war. Außerdem waren die meisten Theologen der damaligen Zeit zu arm für eine Promotion, weshalb Bidembachs Lebenslauf auch hier eher eine Ausnahme zeigt. Bei seiner Promotion stand er jedoch bereits zwei Jahre lang im Kirchendienst. Für Juristen und Mediziner war damals die Promotion quasi Bedingung, um höhere Ämter zu erreichen; das Verhältnis zwischen Promotion und Stiftsprediger-Amt, dem höchsten in der Stuttgarter Kirche, ist jedoch unklar.
In der Nachrichtensammlung Wickiana wurde vom „erschrockenliche[n] fal herren Wilhelmen Bidenbachs, pfarrers zuo Stuotgart“ berichtet, der „morgens umb die drü“ geschah und zu dessen „tödlichem abgang“ geführt hatte, außerdem war eine Federzeichnung angefertigt worden. In der Wickiana fällt die Formulierung „er sy des tüfels“, was Bidembach Besessenheit unterstellte und auf dessen Melancholie hinweise. Der Tod Bidembachs löste damals weiteres Aufsehen und auch eine Kontroverse aus. Laut Julian Kümmerle ist es eher ungewöhnlich, dass dieses „zwar spektakuläre, angesichts anderer Sensationen aber sicherlich sekundäre Geschehen […] Eingang in die Nachrichtensammlung“ gefunden habe. Bidembach hatte dafür gesorgt, dass das Testament Johannes Brenz’ herausgegeben wurde. Infolgedessen kritisierte man ihn polemisch, konkret warf man ihm vor, er habe für Konflikte innerhalb des Protestantismus gesorgt, um die Katholiken zu unterstützen. In der Wickiana wird behauptet, Bidembachs Tod sei Selbstmord gewesen, weil er sich eingestanden habe, sein Verhalten sei falsch gewesen. Außerdem hatte er kurz vor seinem Tode die Schrift Uff Herren Johannsen Brentzen Testament von Heinrich Bullinger gelesen, die auch Anlass zu Selbstmord gegeben haben dürfe. Bidembach war kurz vor seinem Tod von seinem Bruder Eberhard Bidembach von Stuttgart nach Bebenhausen gebracht worden. Dort habe er sich laut Wickiana dann frühmorgens, als ihn niemand beachtete, aus dem Fenster gestürzt, lebte noch „ein stund oder zwo“ und starb dann. Noch am selben Tag wurde er bestattet. Johannes Fries, Pfarrer in Bretten, spricht in einem Brief davon, Bidembach sei verrückt geworden, sei vom Teufel besessen und habe eine falsche Lehre verkündet. Insofern meint Fries, Bidembachs Schicksal sei während seiner Predigten vorbestimmt worden. Mehrere Texte belegen außerdem, dass Eberhard bewusst war, dass sein Bruder Wilhelm geistig bedroht war und er ihn schützte. Andere sahen Bidembachs Tod als Bestrafung Gottes für das Verleumden der zwinglianischen und der Abendmahlslehre. Ferner schweigen damalige Schriften, die mit der Familie in Bezug stehen, über Bidembachs Tod.

## Werke
- Ad Iesuitarum Assertiones, ex epistola priori divi Pauli ad Timotheum, in Schola Dilingana disputatas, quibus totum Papatum stabilire conati sunt, pia responsio. Autoribus D. Wilhelmo Bidenbacchio, & D. Luca Osiandro Theologiae Doctoribus, & c. (Tübingen 1566)
- Ein Christliche Leichpredig, Bey der Begrebnuß weilundt des Ehrwürdigen vnd Hochgelehrten Herrn, Johann Brentzen, Probsts zu Stutgarten: gehalten in der Stifftskirche allda […]. Item, Das erste Theil, sein D. Brentij Testaments oder letsten Willens, sein Predigampt, Glauben, Lehr und Bekanntnuß betreffendt (Tübingen 1570)
- Ein Christliche Trostpredig/Bey der Leichbelaitung/Hochgebornen/Fürsten und Herrn/Herrn Christoffs/Hertzogs zuo Würtemberg und Teck/Gravens zuo Mümpelgart/ec. geschehen zuo Stuttgarten/auff Freytag den letsten tag Decembris/deß außlauffenden acht und sechtzigsten Jars/als die Leich mit gebürlicher Proceßion/von Stuottgarten gehen Tübingen geführet/unnd hernach daselbsten zur Erden bestehtet worden in: Drey christliche tröstliche Predigten (Tübingen 1569)
- Consensus Iesuitarum et Christianorum in doctrina religionis […] autore Wilhelmo Bidembachio (Tübingen 1578)
- Das erste Evangelium, der eltest Glaub, und die reinest Kirch […] gepredigt durch Wilhelmum Bidembach (Tübingen 1570)
- Ein Summa etlicher Predigen vom Hagel und Unholden, gethon in der Pfarrkirch zuo Stuottgarten im Monat Augusto Anno M.D.LXII. Durch D. Matheum Alberum und D. Wilhelmum Bidenbach, sehr nutzlich und tröstlich zuo diser zeit zuo lesen (Tübingen 1562) (Google-Books)
- Das verleugnete Bapstumb. Beweisung/daß noch bey Menschen gedechtnuß/erst vor sechtzig Jaren/in Teutschland/auff offentlicher Cantzel/unnd in offentlichem Truck/von des Menschen eignen Krefften/Willen/Wercken und Verdiensten/die Sünd zubüssen/unnd ewigs Leben zuerwerben/falsch und unchristlich gepredigt und geschriben/auch andern zu einem Exempel und Muster darnach zulehren fürgehalten. Unnd daß an statt deß Christlichen Glaubens/ein Heidnischer Zweifel eingefürt und gebillichet worden. Wider das vnuerschämpt leugnen und rhümen der jetzigen Bäpstischen Schreier vnd Schreiber […] (Tübingen 1569)